# Carlo Luigi Caissotti
Carlo Luigi Caissotti (Nizza, 22 marzo 1694 – Torino, 7 aprile 1779) è stato un politico italiano, gran cancelliere del Regno di Sardegna.

## Biografia
Nacque in una famiglia della borghesia nizzarda, assurta al grado di piccola nobiltà per meriti lavorativi; i suoi avi erano molto probabilmente uno dei molti rami della nobile famiglia Caissotti di Nizza. Si laureò in giurisprudenza e venne assunto come procuratore generale a Torino da Carlo Vincenzo Ferrero d'Ormea, che divenne suo referente. 
Fedele esecutore degli ordini del sovrano, fu un persecutore della potenza nobiliare che contrastava con la volontà della famiglia Savoia.
La sua dedizione gli permise, il 10 agosto 1730, di essere nominato dal re primo presidente del Senato del Piemonte.